# Cociente de espectro autista
El cociente de espectro autista es un cuestionario publicado en 2001 por Simon Baron-Cohen y su equipo en el Centro para la Investigación del Autismo en Cambridge, Reino Unido. Con 50 preguntas, su propósito es determinar el grado en que una persona adulta de inteligencia considerada "normal" presenta los rasgos asociados a las condiciones del trastorno del espectro autista.
Este test lo popularizó la revista Wired en diciembre de 2001, cuando se publicó con el artículo "The Geek Syndrome". Es utilizado, aunque en ocasiones de forma errónea, para el autodiagnóstico del síndrome de Asperger. El cociente de espectro autista también se ha demostrado eficaz en la determinación del fenotipo ampliado del autismo, categoría que describe a aquellos individuos con rasgos de personalidad similares a los de los trastornos del espectro autista pero mucho más leves.
Otros cocientes definidos por Simon Baron-Cohen, junto a sus correspondientes cuestionarios, son el cociente de empatía, el cociente de sistematización y el cociente de amistad, todos ellos diseñados para ayudar a una mejor comprensión y diagnóstico en personas adultas de las condiciones del espectro autista.

## Formato
El test consiste de 50 preguntas, cada una de las cuales tiene un formato de múltiples opciones forzadas. Cada cuestión permite al sujeto indicar "totalmente de acuerdo", "parcialmente de acuerdo", "parcialmente en desacuerdo" o "totalmente en desacuerdo". Aproximadamente la mitad de las cuestiones están formuladas con una respuesta lógica de "de acuerdo" para individuos normales, y la otra mitad con una respuesta lógica de "en desacuerdo". El sujeto puntúa un punto por cada cuestión que haya contestado de manera "autista" ya sea de forma parcial o total.
Las cuestiones cubren cinco diferentes dominios asociados con el espectro autista: habilidades sociales, habilidades de comunicación, imaginación, atención al detalle, y cambio de atención/tolerancia al cambio.

## Uso como herramienta de diagnóstico
En las primeras pruebas del test, la puntuación media en el grupo de control fue de 16.4, con los varones puntuando ligeramente por encima que las mujeres (alrededor de 17 frente alrededor de 15). El 80 % de los adultos diagnosticados con desórdenes del espectro autista puntuaron 32 o más, comparado con sólo el 2 % del grupo de control.
Los autores citan una puntuación de 32 o más como indicativo de "niveles significativos de rasgos autistas". Sin embargo, a pesar de que el test se utiliza para el autodiagnóstico del síndrome de Asperger, los autores advierten de que no tiene intención de diagnóstico, y recomienda que cualquiera que obtenga un resultado elevado y sufra algún tipo de angustia debería buscar consejo médico profesional antes de saltar a cualquier conclusión.
Un artículo científico posterior indica que el cuestionario se puede utilizar para eliminar por completo el diagnóstico de síndrome de Asperger en el caso de puntuaciones de 26 o inferiores.

## Matemáticos, científicos e ingenieros
El cuestionario fue también utilizado en estudiantes de la Universidad de Cambridge, y en un grupo de 16 ganadores de la Olimpiada Matemática Británica, para determinar si existe algún tipo de relación entre el talento para las disciplinas matemáticas y científicas y los rasgos asociados al espectro autista.
Los matemáticos, científicos físicos y los estudiantes de ingeniería puntuaron de forma significativamente superior, 21.8 de media para los matemáticos y 21.4 para los informáticos. La puntuación media para los ganadores de la Olimpiada Británica de Matemáticas fue de 24.
De los estudiantes que puntuaron 32 o más en el test, once aceptaron ser entrevistados y siete de ellos reportaron cumplir los criterios para el síndrome de Asperger, aunque no se hizo ningún diagnóstico formal ya que no sufrían de angustia.